# Dimitrios Kiousopoulos
Dimitrios Kiousopoulos (in greco, Δημήτριος Κιουσόπουλος; Andritsaina, 1892 – Atene, 20 gennaio 1977) è stato un magistrato greco, brevemente primo ministro della Grecia dall'11 ottobre al 19 novembre 1952.